# 張澤石
張澤石（1929年7月—2021年3月18日），生于上海，四川广安人。1951年随军入朝鮮参加抗美援朝，因部队陷入重围负伤被俘，被俘后曾任志愿军战俘总代表总翻译。1953年秋停战后遣返归国，回国后受到开除党籍的处分，并在“反右”、“文革”等运动中受到迫害。1981年得到平反。

## 生平
1946年，張澤石考取清華大學物理系。他最初的志願是為中國造出原子彈，但眼見国民政府當局過於腐敗，1947年加入中國共產黨，投身中國人民解放軍，參加第二次国共内战。
1951年，張澤石於人民解放軍第六十軍第一八〇师538團擔任見習宣教幹事，負責編寫《戰鬥快報》，3月21日，隨中国人民志愿军參加朝鲜战争第五次戰役。5月21日，第一八〇师遭美軍擊敗，張澤石被俘，轉送第86戰俘營。張澤石在戰俘營中擔任戰俘總代表與翻譯，協助戰友與美軍溝通。10月10日前夕，中華民國派人送青天白日旗進入戰俘營，希望在雙十節當天進行升旗，並準備拍照，證明此戰俘營的成員皆支持中華民國。張澤石協同支持中華人民共和國的戰友，在戰俘營中搜索這面國旗，引發暴動。美軍決定將支持中華人民共和國的戰俘隔離，另外成立一個戰俘營。
1954年，張澤石與其他俘虜被遣送回中國大陸，之後被撤消黨籍與軍籍。經歷反右鬥爭與文革的迫害，1981年得到平反，他成為一名中學教師。
他于2021年3月18日因病在北京逝世。

## 著作
- . 中国文史出版社. 1988年7月  [2014-04-04]. （原始内容存档于2014-07-04）.
- . 青海人民出版社. 1995年  [2014-04-04]. ISBN 978-7-225-00967-4. （原始内容存档于2014-07-04）.
- . 中国文史出版社. 1996年  [2014-04-04]. ISBN 978-7-5034-0788-8. （原始内容存档于2014-07-04）.
- . 中共党史出版社. 2003年  [2014-04-04]. ISBN 978-7-80136-906-2. （原始内容存档于2014-07-04）.
- . 金城出版社. 2011年  [2014-04-04]. ISBN 978-7-80251-773-8. （原始内容存档于2014-07-04）.
- 张泽石; 高延赛. . 金城出版社. 2012年9月  [2014-04-04]. ISBN 978-7-80251-956-5. （原始内容存档于2014-07-04）.
- 《我对朝鲜战争的回顾与思考》载于《炎黄春秋》2013第2期